# Plectrocnemia scruposa
Plectrocnemia scruposa là một loài Trichoptera trong họ Polycentropodidae. Chúng phân bố ở miền Cổ bắc.